# Dante's Inferno
Dante's Inferno (tựa đề game Việt: Đại chiến địa ngục của Dante) là một trò chơi hành động - phiêu lưu, kinh dị được phỏng theo tập thơ Thần Khúc của nhà thơ người Ý Dante Alighieri, được phát triển bởi Visceral Games và phát hành bởi công ty Electronic Arts dành cho các hệ máy Playstation 3, Xbox 360 và PSP (Playstation Portable). Trò chơi lấy bổi cảnh dựa theo chương thứ nhất trong bài thơ, người chơi nhập vai nhân vật Dante, là một chiến binh trong hội Hiệp Sĩ dòng Đền xoay quanh hành trình qua 9 tầng địa ngục để dành lại người yêu dấu của mình Beatrice khỏi tầm tay của quỷ Lucifer.